# Stenalcidia fumibrunnea
Stenalcidia fumibrunnea là một loài bướm đêm trong họ Geometridae.